# Alfred Jacquier de Terrebasse
Pour les articles homonymes, voir Jacquier.
Pierre-Louis-Elisabeth-Alfred Jacquier de Terrebasse est un homme politique français né le 16 décembre 1801 à Lyon (Rhône) et décédé le 18 décembre 1871 au château de Terrebasse (Isère).

## Biographie
Il est le fils de Louis Jacquier de Terrebasse, sous-préfet de Meaux sous la Restauration, et de Françoise-Elisabeth du Bessey de Contenson.
Avocat de formation, sa fortune lui permet de se consacrer entièrement à des études historiques sur le Dauphiné. Il est l'auteur d'une biographie du chevalier Bayard. En collaboration avec A. Allmer, il publie Inscriptions antiques et du moyen-âge de Vienne en Dauphiné.
Maire de Ville-sous-Anjou de 1832 à 1870, conseiller d'arrondissement, il est député de l'Isère de 1834 à 1842, siégeant dans la majorité soutenant les ministères de la Monarchie de Juillet.
Il est le père de Humbert de Terrebasse, érudit dauphinois qui a suivi les traces de son père et de Phélise de Terrebasse, épouse du marquis de Castellane-Norante.